# IWA アウトドアクラシックス
IWA アウトドアクラシックス (IWA OutdoorClassics) は、ドイツのバイエルン州ニュルンベルクにあるニュルンベルク・メッセ(Messe Nürnberg) で毎年開催される武器の見本市。「IWA」とはドイツ語で「Internationale Waffen Ausstellung（国際武器展示会）」の意味であり、このことから単にIWA、IWAニュルンベルグとも呼ばれる。射撃競技、狩猟、アウトドア活動向け新商品や、民間警備会社および、法執行機関などを対象にした国際展示会である。
IWA アウトドアクラシックスは過去40年に渡り開催されており、1974年に300人程度の規模で初開催され、銃器見本市としては最も古い歴史を持つ。銃火器、競技用エアライフル、エアソフトガン、ペイントボール銃、アーチェリー、クロスボウ、ナイフおよびアパレルや武器アクセサリの分野で世界をリードする展示会の1つで、ナイフの国際展示会としては世界最大であり、アメリカの「ショット・ショー」と並び銃器の国際見本市としては最大規模を誇る。ドイツ銃器製造業者協会 (VDB; Verband DeutscherBüchsenmacherundWaffenfachhändlereV) およびハンティング＝競技銃弾薬製造協会 (Verband der Hersteller von Jagd-, Sportwaffen und Munition, JSM) によって開催されており、公式スポンサーも務めている。
出展、入場は商業目的関係者のみに限定されており、一般開放は行われていない。18歳未満の入場も禁止されているが、出展者であれば16歳での入場も可能となっており、16歳以上のガンスミスである場合は、教師が同伴することで入場が可能となっている。入場に関しては貿易関係者であることを証明できる身分証が必要となる。
出展者の8割が外国企業であり、2019年には、1,619社が出展しており、121ヶ国から46,000人を超える来場者が訪れている。来場者の6割が海外からであり、このことから IWA アウトドアクラシックスは銃器産業サプライヤーにとって重要な国際的展示会であると捉えらえている。